# Конописка (гмина)
Конописка (пол. Konopiska) — сельская гмина (волость) в Польше, входит как административная единица в Ченстоховский повет, Силезское воеводство. Население — 10 405 человек (на 2004 год).

## Демография
| Перепись                       | Всего   | Всего | Женщины | Женщины | Мужчины | Мужчины |
| ------------------------------ | ------- | ----- | ------- | ------- | ------- | ------- |
| Единицы                        | человек | %     | человек | %       | человек | %       |
| Население                      | 10 405  | 100   | 5348    | 51,4    | 5057    | 48,6    |
| Плотность населения (чел./км²) | 133,2   | 133,2 | 68,5    | 68,5    | 64,7    | 64,7    |

## Соседние гмины
1. Гмина Бляховня
2. Гмина Боронув
3. Ченстохова
4. Гмина Хербы
5. Гмина Почесна
6. Гмина Старча
7. Гмина Возники